# David Fagen
Pour les articles homonymes, voir Fagen.
David Fagen (né en 1875 à Tampa et mort en 1901) est un soldat afro-américain qui a fait défection pendant la guerre américano-philippine. Il a acquis le grade de capitaine dans l'armée révolutionnaire des Philippines (en).

## Biographie
Fagen sert dans le 24e régiment d'infanterie de l'armée américaine, mais le 17 novembre 1899, il fait défection dans l'armée révolutionnaire des Philippines (en). Il devient un chef de guérilla et sa capture devient symbolique pour l'armée américaine. Une récompense substantielle est ainsi offerte pour Fagen, qui est considéré comme un traître.
La défection de Fagen pourrait être le résultat du traitement différencié des forces américaines envers les soldats noirs. Il est supposé mort en 1901.

## Postérité
Son rôle est interprété par Quester Hannah dans le film indépendant David F. (2013).